# شتارت نوفي زامكي
شتارت نوفي زامكي هو نادي كرة يد في سلوفاكيا يقع مقره في نوفي زامكي. يلعب في الدوري السلوفاكي لكرة اليد. تبلغ سعة ملعبه 1200 متفرجا.